# Aspidium maximum
Aspidium maximum là một loài dương xỉ trong họ Tectariaceae. Loài này được Bojer, Bak. mô tả khoa học đầu tiên năm 1874.
Danh pháp khoa học của loài này chưa được làm sáng tỏ. 